# Torreta dels Quatre Batlles
La Torreta dels Quatre Batlles és una muntanya de 616 metres repartida entre els municipis de Castelló de Farfanya, les Avellanes i Santa Linya i Os de Balaguer, a la comarca del Noguera.
Al cim hi ha un vèrtex geodèsic (referència 255104001) i les restes del castell de Campvim.